# Saint-Denis-De La Bouteillerie
Saint-Denis-De La Bouteillerie es un municipio canadiense situado en la provincia de Quebec.

## Superficie
Saint-Denis-De La Bouteillerie tiene una superficie de 33,84 km².

## Demografía
En 2021, tenía 518 habitantes, una densidad poblacional de 15,3 hab./km², y 367 viviendas.